# Zouar
Zouar es una localidad de Chad, situada en el noreste del país. Es capital del departamento de Tibesti Oeste, en la región de Tibesti.
Después de la independencia de Chad, Zouar jugó un papel importante durante la Guerra Civil chadiana y la guerra de los Toyota, cuando su control fue muy disputado. La población fue asediada por primera vez en 1968 por los rebeldes de FROLINAT dirigidos por Mahamat Ali Taher, y solo fue levantado gracias a la llegada en agosto de una fuerza expedicionaria francesa.